# جورج هانتر
جورج هانتر (27 فبراير 1922 بسويندون في المملكة المتحدة - 1 يناير 1987 بسويندون في المملكة المتحدة) هو لاعب كرة قدم بريطاني (وحمل سابقاً جنسية المملكة المتحدة لبريطانيا العظمى وأيرلندا) في مركز الدفاع. لعب مع سويندون تاون.